# Claës E. Giertta
Claës Erik Johan Knut Giertta, född 14 juni 1926 i Solna, död 25 september 2007, var en svensk friherre, silversmed, skulptör och formgivare. 
Giertta var utbildad och examinerad vid Konstfacks högre avdelning HKS. Sedan 1954 hade han en egen ateljé och smedja i Stockholm. Han fick olika skulptur- och inredningsuppdrag från bland annat Svenska Finans, Skånska Cement, SEB, Volvo, St Louis Missouri USA samt för hotell och restauranger. 
Med åren har Giertta utfört en rad beställningar till kyrkliga och profana miljöer. Inför den första kvinnliga prästvigningen 1960 formgav han tillsammans med Margit Sahlin prästvigningskorset eller Margit Sahlin-korset.
Han gjorde kyrksilver till Adolf Fredrik och Engelbrektskyrkan i Stockholm samt den 2,5 kg tunga Borgmästarkedjan i silver med motiv ur stadens historia från 1200-talet och framåt.
Gierttas formspråk är energiladdat och expressivt. Han arbetade gärna med kontrasterande släta och skrovliga ytor. Hans kraftfulla och ofta dramatiska stil inspirerade många unga konsthantverkare som utbildade sig på 1960- och 70-talen.
Giertta är även känd för att ha designat musikbranschens stora pris, Grammisplaketten 1969-2007, det Skytteanska priset som delades ut av Uppsala universitet och Silverplaketten som årligen delades ut mellan 1995 och 2011 av Kungliga Skogs- och Lantbruksakademien. 
Han finns representerad på Nationalmuseum och National Museums Scotland.
Mer information från Centrum för Näringslivshistoria.